# Amanda Gormanová
Amanda S. C. Gormanová (* 7. března 1998 Los Angeles) je americká básnířka a aktivistka z Los Angeles. Její poezie se zaměřuje na otázky útlaku, feminismu, rasismu a marginalizace a také na africkou diasporu. Gormanová byla první Národní mladý poeta laureatus (National Youth Poet Laureate) v USA. V roce 2015 vydala knihu poezie The One for Whom Food Is Not Enough (Ten, komu nestačí jídlo). V roce 2021 přednesla svou báseň „The Hill We Climb“ („Kopec, na který stoupáme“) během inaugurace amerického prezidenta Joea Bidena. Stala se tak nejmladším básníkem, který směl při takové příležitosti přednést svou poezii.

## Život
Gormanová se narodila v Los Angeles v Kalifornii a byla vychována svou matkou, učitelkou angličtiny jménem Joan Wicksová, se svými dvěma sourozenci. Má sestru dvojče Gabrielle, která je aktivistkou a filmařkou. Gormanová trpí přecitlivělostí na zvuk a v dětství měla vadu řeči, kterou vyléčila s pomocí logopedů. „Svou řečovou vadu Gormanová nepovažuje za obtíž - spíše ji vnímá jako dar a silnou stránku.“
Gormanová navštěvovala New Roads, soukromou školu v Santa Monice, pak získala stipendium na střední škole Milken Family Foundation. Vystudovala sociologii na Harvard College a promovala s vyznamenáním. Během pobytu na Harvardu se v dubnu 2017 stala prvním nositelem titulu Národní mladý poeta lureatus (National Youth Poet Laureate). Byla vybrána z pěti finalistů. V témže roce získala grant 10 000 dolarů od mediální společnosti OZY jako součást programu OZY Genius Awards. Je „černá katolička“, členka farnosti sv. Brigity ve svém rodném městě Los Angeles.
Umění a aktivismus Amandy Gormanové se zaměřuje na otázky útlaku, feminismu, rasismu a marginalizace a také na africkou diasporu. Básnířka uvedla, že k tomu, aby se v roce 2013 stala delegátkou mládeže u OSN, ji inspirovalo sledování projevu pákistánské nositelky Nobelovy ceny Malály Júsafzajové. V roce 2014 byla Gormanová zvolena mládežnickým poetem laureátem města Los Angeles. V roce 2015 vydala básnickou sbírku The One for Whom Food Is Not Enough.
V roce 2016 Gormanová založila neziskovou organizaci One Pen One Page, program na podporu psaní a vůdcovství pro mladé lidi. V roce 2017 napsala poctu černošským sportovcům pro Nike a uzavřela smlouvu s nakladatelstvím Viking Children's Books na dvě dětské obrázkové knihy. V roce 2017 se stala první mladou básnířkou, která zahájila literární sezónu pro Knihovnu Kongresu, a četla svou poezii na MTV. Připravuje k vydání dvě knihy, básnickou sbírku The Hill We Climb a knížku pro mládež s názvem Change Sings: A Children's Anthem. Vydání obou je naplánováno na září 2021.
Gormanová při inauguraci prezidenta Joe Bidena 20. ledna 2021 přečetla svou báseň „The Hill We Climb“ („Kopec, na který stoupáme“), a je tak nejmladším básníkem, který kdy recitoval svou báseň na prezidentské inauguraci v historii Spojených států. Pro tuto roli ji doporučila Jill Bidenová. Po 6. lednu 2021 Gormanová ještě pozměnila text básně tak, aby zmínila útok na Kapitol Spojených států. Během týdne před inaugurací řekla literárnímu kritikovi listu The Washington Post Ronovi Charlesovi: „Doufám, že moje báseň bude pro naši zemi znamenat okamžik jednoty,“ a že „svými slovy budu schopna oslovit novou kapitolu a éru našeho národa.“